# Пясъчно попче
Пясъчно попче (Pomatoschistus marmoratus) е вид бодлоперка от семейство Попчеви (Gobiidae). Видът не е застрашен от изчезване.

## Разпространение и местообитание
Разпространен е в Албания, Алжир, Босна и Херцеговина, България, Гибралтар, Грузия (Абхазия), Гърция (Егейски острови и Крит), Египет (Синайски полуостров), Израел, Испания (Балеарски острови и Северно Африкански територии на Испания), Италия (Сардиния и Сицилия), Кипър, Либия, Ливан, Малта, Мароко, Монако, Палестина, Португалия, Румъния, Русия, Сирия, Словения, Тунис, Турция, Украйна, Франция (Корсика), Хърватия и Черна гора.
Обитава крайбрежията и пясъчните дъна на сладководни и полусолени басейни и морета. Среща се на дълбочина от 20 до 70 m.

## Описание
На дължина достигат до 8 cm.
Продължителността им на живот е около 2 години.